# Tudela de Duero
Tudela de Duero – gmina w Hiszpanii, w prowincji Valladolid, w Kastylii i León, o powierzchni 60,52 km². W 2011 roku gmina liczyła 8836 mieszkańców.